# Христо Иванов (футболист, р. 2000)
Христо Янков Иванов (роден на 16 декември 2000 г.) е български футболист, който играе на поста централен полузащитник. Състезател на „Локомотив“ (Пловдив). От 2025 е състезател за сръбския „Железничар“ (Панчево).

## Кариера
Христо дебютира за „Арда“ на 20 ноември 2021 г. при загубата с 2:1 като гост на ЦСКА (София).

### Локомотив Пловдив
На 10 януари 2023 г. Иванов подписва с пловдивския „Локомотив“. Прави дебюта си на 17 февруари при загубата с 5:0 като гост на „Арда“.

## Национална кариера
На 4 юни 2022 г. Христо дебютира в официален мач за националния отбор на България до 21 г., при загубата с 1:0 като гост на националния отбор на Швейцария до 21 г., в среща от квалификациите за Европейското първенство по футбол за младежи през 2023 г.